# Distrikt San Bernardino
Der Distrikt San Bernardino liegt in der Provinz San Pablo in der Region Cajamarca im Norden Perus. Der Distrikt wurde am 11. Dezember 1981 gegründet. Er besitzt eine Fläche von 166 km². Beim Zensus 2017 wurden 4573 Einwohner gezählt. Im Jahr 1993 lag die Einwohnerzahl bei 4831, im Jahr 2007 bei 4710. Sitz der Distriktverwaltung ist die etwa 1350 m hoch gelegene Ortschaft San Bernardino mit 210 Einwohnern (Stand 2017). San Bernardino befindet sich knapp 6 km südlich der Provinzhauptstadt San Pablo.

## Geographische Lage
Der Distrikt San Bernardino befindet sich in der peruanischen Westkordillere im Süden und Südosten der Provinz San Pablo. Entlang der südlichen Distriktgrenze fließt der Río Jequetepeque (auch Río Magdalena oder Río Chilete) nach Westen und entwässert das Areal. Der Río Chetillano (im Oberlauf Río Chonta) begrenzt das Areal im Osten. Im Südwesten reicht der Distrikt bis zur Mündung des Río San Miguel (oder Río Puclush) in den Río Jequetepeque.
Der Distrikt San Bernardino grenzt im Süden an die Distrikte Chilete und Tantarica (beide in der Provinz Contumazá), im äußersten Südwesten an den Distrikt San Miguel (Provinz San Miguel), im Westen an den Distrikt San Luis, im Norden an den Distrikt San Pablo sowie im Osten an die Distrikte Chetilla und Magdalena (beide in der Provinz Cajamarca).

## Ortschaften
Im Distrikt gibt es neben dem Hauptort folgende größere Ortschaften:
- Cachipampa
- Liclipampa
- Polan
- Tuñad
- Yuragalpa
- Zapotal